# Lago di Caldaro
Il lago di Caldaro (Kalterer See in tedesco) è il più grande specchio d'acqua naturale della provincia autonoma di Bolzano. È situato nell'Oltradige a 216 m nel comune di Caldaro sulla Strada del Vino (BZ), a circa 20 km da Bolzano.

## Caratteristiche
Di origine alluvionale, il lago è alimentato da alcune sorgenti subacquee. Molto frequentato dai turisti, il lago di Caldaro ha lungo le sue rive impianti balneari, campeggi, alberghi e ristoranti, piccoli porti per le barche a vela. Per la sua ventilazione il lago di Caldaro favorisce l'esercizio di sport eolici quali il windsurf e la barca a vela.
Su una delle cime del monte di Mezzo (in ted. Mitterberg), che chiude la conca ad est, proprio all'altezza del lago sorgono le rovine di Castelchiaro (in ted. Leuchtenburg) e Castel Varco (in ted. Laimburg).

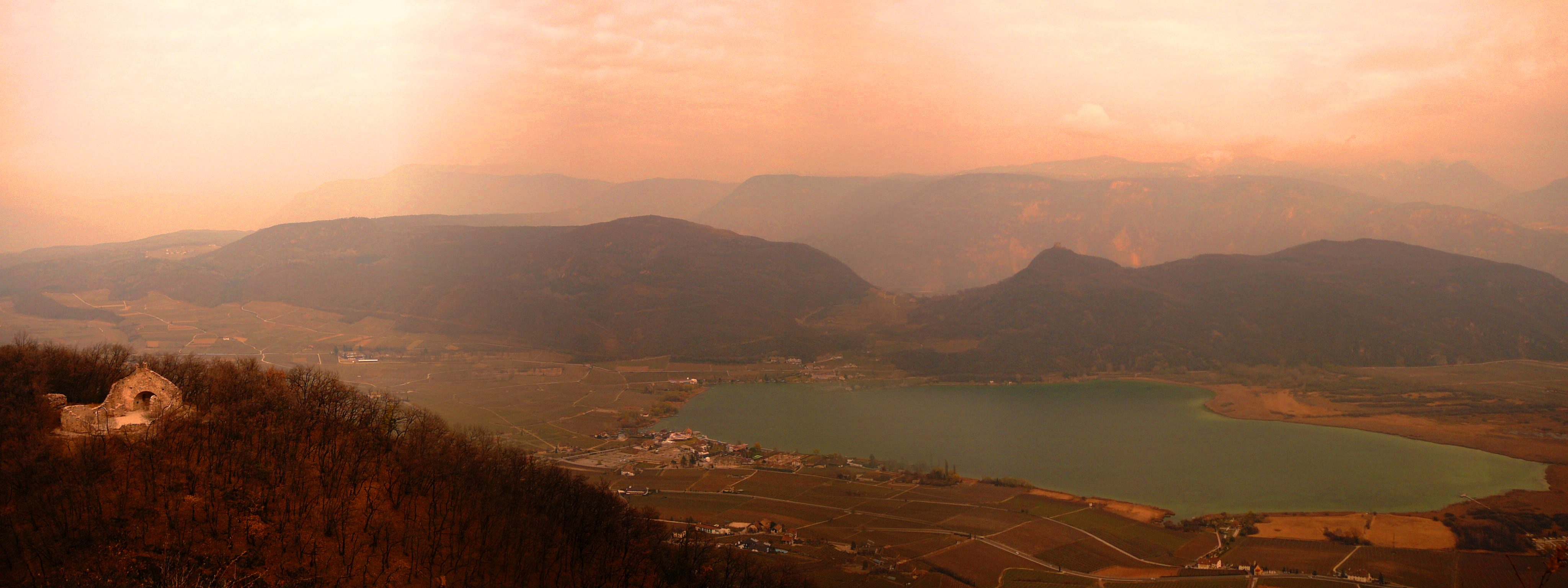
Il lago visto dalle rovine di "Castelvecchio", con la chiesetta di san Pietro

A est del lago, in località Castelvecchio (Altenburg), sorge la chiesa più antica dell'Alto Adige: la basilica di san Pietro, raggiungibile anche attraversando la gola Rastenbachklamm, un sentiero che risale la montagna attraverso strette gole e cascate.

## Toponimo
Il nome del lago è attestato nel 1257 come lacus Caldarii (in un documento latino), nel 1337 come Chaltner see, nel 1500 come See zu Kaltern e nel 1770 come Kalterer See.

## Leggenda
Una delle tante saghe dell'Alto Adige descrive la formazione del lago di Caldaro. Il Signore presentatosi sotto le spoglie di un vagabondo bussò alla porta del maso Klughammer domandando un pezzo di pane e dell'acqua. Il padrone del maso gli rifiutò il pane, affermando inoltre che Dio fa piovere raramente. Il Signore iniziò allora a piangere, provato dalla cattiveria e dalla durezza di quell'uomo, tanto che le sue lacrime andarono a formare pian piano una piccola sorgente, che prendendo vigore travolse tutto ciò che trovò, risparmiando però il maso Klughammer.